# Grand Prix automobile des Pays-Bas 1950
Résultats du Grand Prix des Pays-Bas 1950 (II Grote Prijs van Nederland), disputé sous la réglementation Formule 1 (hors championnat) sur le circuit de Zandvoort le 23 juillet 1950.

## Grille de départ du Grand Prix
| 1re ligne | Pos. 3                         |                                | Pos. 2                         |                                    | Pos. 1                             |
|           | González Maserati 1 min 54 s 7 |                                | Fangio Maserati 1 min 53 s 0   |                                    | Sommer Talbot-Lago 1 min 51 s 8    |
| 2e ligne  |                                | Pos. 5                         |                                | Pos. 4                             |                                    |
|           |                                | Villoresi Ferrari 1 min 55 s 0 |                                | Rosier Talbot-Lago 1 min 55 s 0    |                                    |
| 3e ligne  | Pos. 8                         |                                | Pos. 7                         |                                    | Pos. 6                             |
|           | Bira Maserati 1 min 57 s 4     |                                | Ascari Ferrari 1 min 56 s 9    |                                    | Giraud-C. Talbot-Lago 1 min 55 s 2 |
| 4e ligne  |                                | Pos. 10                        |                                | Pos. 9                             |                                    |
|           |                                | Parnell Maserati 1 min 58 s 3  |                                | Étancelin Talbot-Lago 1 min 57 s 6 |                                    |
| 5e ligne  | Pos. 13                        |                                | Pos. 12                        |                                    | Pos. 11                            |
|           | Platé Maserati 2 min 01 s 4    |                                | Claes Talbot-Lago 1 min 59 s 7 |                                    | Whitehead Ferrari 1 min 58 s 4     |
| 6e ligne  |                                |                                |                                | Pos. 14                            |                                    |
|           |                                |                                |                                | Murray Maserati 2 min 08 s 1       |                                    |

## Classement

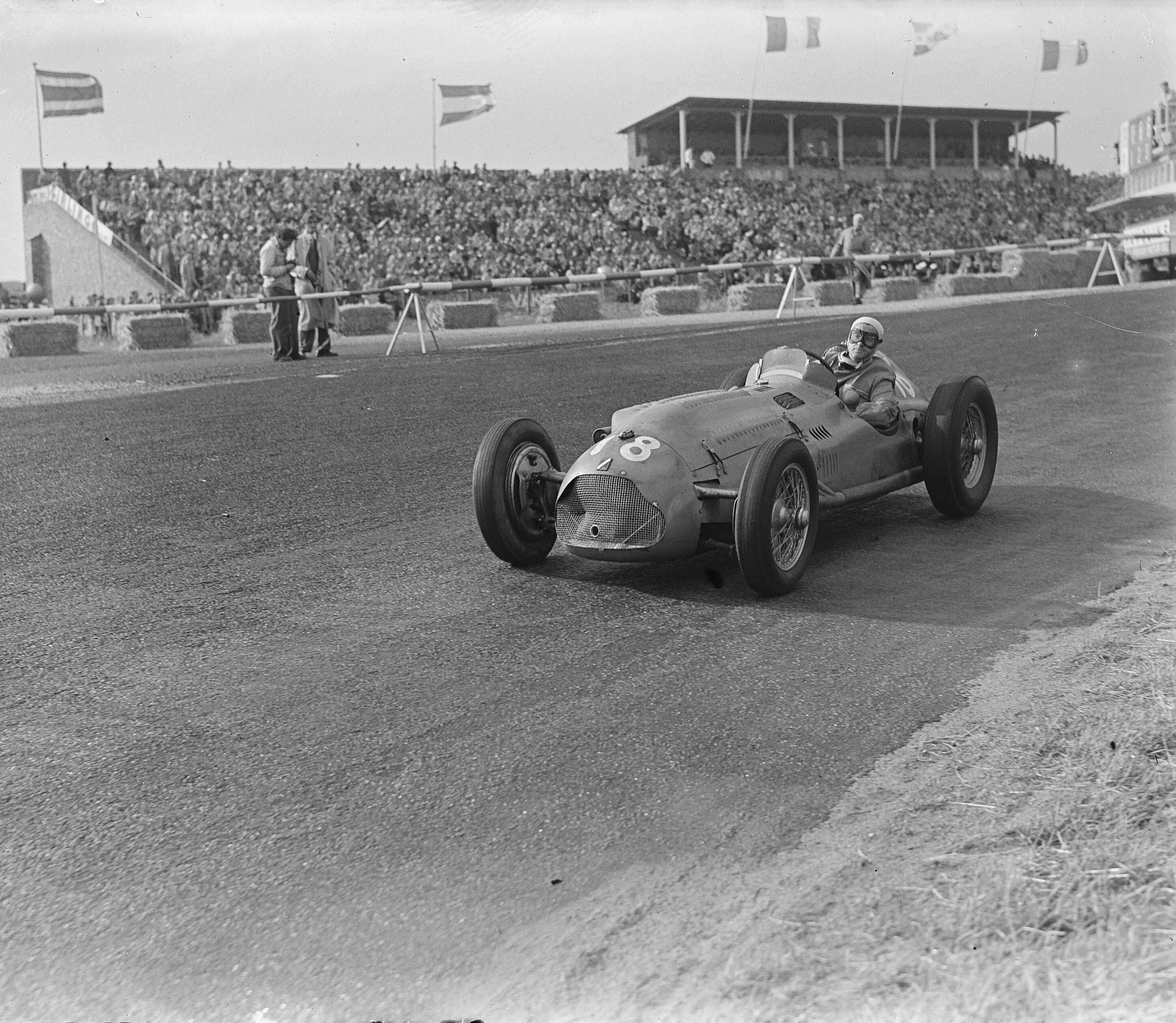
La Talbot-Lago T26 de Rosier, en route vers la victoire.

| Pos. | no | Pilote                | Voiture     | Tours | Distance   | Temps/Abandon    | Grille |
| ---- | -- | --------------------- | ----------- | ----- | ---------- | ---------------- | ------ |
| 1    | 18 | Louis Rosier          | Talbot-Lago | 90    | 377,370 km | 3 h 3 min 36 s 3 | 4      |
| 2    | 6  | Luigi Villoresi       | Ferrari     | 90    | 377,370 km | + 1 min 13 s 0   | 5      |
| 3    | 8  | Alberto Ascari        | Ferrari     | 90    | 377,370 km | + 1 min 13 s 5   | 7      |
| 4    | 10 | Peter Whitehead       | Ferrari     | 88    | 368,984 km | + 2 tours        | 11     |
| 5    | 24 | Prince Bira           | Maserati    | 87    | 364,791 km | + 3 tours        | 8      |
| 6    | 28 | David Murray          | Maserati    | 85    | 356,405 km | + 5 tours        | 14     |
| 7    | 4  | José Froilán González | Maserati    | 84    | 352,212 km | + 6 tours        | 3      |
| Abd. | 14 | Johnny Claes          | Talbot-Lago | 77    | 322,861 km | Accident         | 12     |
| Abd. | 16 | Philippe Étancelin    | Talbot-Lago | 60    | 251,580 km | Conduite d'huile | 9      |
| Abd. | 26 | Reg Parnell           | Maserati    | 42    | 176,106 km | Pont arrière     | 10     |
| Abd. | 12 | Raymond Sommer        | Talbot-Lago | 37    | 155,141 km | Embrayage        | 1      |
| Abd. | 2  | Juan Manuel Fangio    | Maserati    | 24    | 100,632 km | Suspension       | 2      |
| Abd. | 20 | Yves Giraud-Cabantous | Talbot-Lago | 20    | 83,860 km  | Moteur           | 6      |
| Abd. | 22 | Enrico Platé          | Maserati    | 1     | 4,193 km   | Moteur           | 13     |

Légende:
- Abd.= Abandon

## Pole position et record du tour
- Pole Position :  Raymond Sommer en 1 min 51 s 8 (vitesse moyenne : 135,016 km/h).
- Tour le plus rapide :  Raymond Sommer en 1 min 52 s 1 (vitesse moyenne : 134,655 km/h).

### Tours en tête
- Juan Manuel Fangio : 5 tours (1-5)
- Raymond Sommer : 31 tours (6-36)
- Louis Rosier : 64 tours (37-90)